# 6291 Ренцетті
6291 Ренцетті (6291 Renzetti) — астероїд головного поясу, відкритий 15 жовтня 1985 року.
Тіссеранів параметр щодо Юпітера — 3,419.